# Javier Ruiz

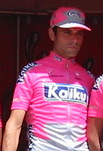
Javier Ruiz bei der Euskal Bizikleta 2005

Javier Ruiz de Larrinaga Ibáñez (* 2. November 1979 in Amézaga de Aspárrena) ist ein spanischer Cyclocross- und Straßenradrennfahrer.
Javier Ruiz gewann 2002 eine Etappe bei der Vuelta a Navarra. In den Jahren 2005 und 2006 fuhr er auf der Straße für das baskische Professional Continental Team Kaiku. 2006 gewann Ruiz vier Cyclocrossrennen in Amezaga, Aizarnazabal, Ormaiztegi, Zeberio und Itsasondo. Bis 2014 wurde Ruiz viermal spanischer Meister im Cyclocross.

## Erfolge
2002
- eine Etappe Vuelta a Navarra

2009
- Spanischer Meister - Cyclocross
- VII Ciclocross de Medina de Pomar, Medina de Pomar

2010
- Spanischer Meister - Cyclocross
- Trofeo Ciudad de Valladolid Internacional, Valladolid

2011
- Spanischer Meister - Cyclocross

2014
- Spanischer Meister - Cyclocross

2016
- Spanischer Meister - Cyclocross

## Teams
- 2005 Kaiku-Caja Rural
- 2006 Kaiku